# William Bagot, III barone Bagot
William Bagot, III barone Bagot (Blithfield, 27 marzo 1811 – Londra, 19 gennaio 1887), è stato un politico inglese.

## Biografia
Era il figlio di William Bagot, II barone Bagot, e della sua seconda moglie, lady Louisa Legge, figlia di George Legge, III conte di Dartmouth. Bagot frequentò la Charterhouse School, l'Eton College e al Magdalene College di Cambridge.

## Carriera
Fu membro del Parlamento per Denbighshire (1835-1852). Nel 1834 fu nominato tenente colonnello della Staffordshire Yeomanry Cavalry, che ha comandato a partire dal 1854. Nel 1856 succedette al padre come barone, entrando successivamente alla Camera dei lord. Servì nelle amministrazioni conservatrici del conte di Derby e di Benjamin Disraeli come lord in waiting (1866-1868 e 1874-1880). Oltre alla sua carriera politica è stato Gentleman of the Bedchamber del principe consorte Alberto (1858-1859).

## Matrimonio
Sposò, il 13 agosto 1851 a Londra, Lucia Agar-Ellis (9 gennaio 1827-22 gennaio 1895), figlia di George Agar-Ellis, I barone Dover. Ebbero sette figli:
- Georgiana Agnes Bagot (22 maggio 1852-14 aprile 1874), sposò Charles Finch, VIII conte di Aylesford, non ebbero figli;
- Louisa Bagot (?-18 maggio 1942), sposò in prime nozze Hamar Bass[2], ebbero tre figli, e in seconde nozze Bernard Shaw, non ebbero figli;
- William Bagot, IV barone Bagot (19 gennaio 1857-23 dicembre 1932);
- Katherine Jane Bagot (20 febbraio 1859-13 gennaio 1952), sposò David Murray Smythe, ebbero una figlia;
- Constance Bagot (?-1 febbraio 1898);
- Walter Lewis Bagot (22 aprile 1864-26 marzo 1927), sposò Margaret Cadogan, ebbero due figli;
- Elizabeth Sophia Lucia Bagot (?-29 dicembre 1940), sposò sir Francis Newdegate, ebbero una figlia.

## Morte
Morì il 19 gennaio 1887 a Londra.

## Ascendenza
|                                         |                                          |                                           | Genitori                                 |  |  | Nonni |  |  | Bisnonni                     |  |  | Trisnonni                      |  |
|                                         |                                          |                                           |                                          |  |  |       |  |  | 8. Walter Bagot, V baronetto |  |  | 16. Edward Bagot, IV baronetto |  |
|                                         |                                          |                                           |                                          |  |  |       |  |  | 8. Walter Bagot, V baronetto |  |  | 16. Edward Bagot, IV baronetto |  |
|                                         |                                          | 17. Frances Wagstaffe                     |                                          |  |  |       |  |  | 8. Walter Bagot, V baronetto |  |  |                                |  |
| 4. William Bagot, I barone Bagot        |                                          |                                           |                                          |  |  |       |  |  | 8. Walter Bagot, V baronetto |  |  |                                |  |
|                                         |                                          | 9. Barbara Legge                          | 18. William Legge, I conte di Dartmouth  |  |  |       |  |  |                              |  |  |                                |  |
|                                         |                                          | 9. Barbara Legge                          | 18. William Legge, I conte di Dartmouth  |  |  |       |  |  |                              |  |  |                                |  |
|                                         |                                          | 9. Barbara Legge                          | 19. Anne Finch                           |  |  |       |  |  |                              |  |  |                                |  |
| 2. William Bagot, II barone Bagot       |                                          | 9. Barbara Legge                          |                                          |  |  |       |  |  |                              |  |  |                                |  |
|                                         |                                          | 10. John St. John, II visconte St John    | 20. Henry St. John, I visconte St John   |  |  |       |  |  |                              |  |  |                                |  |
|                                         |                                          | 10. John St. John, II visconte St John    | 20. Henry St. John, I visconte St John   |  |  |       |  |  |                              |  |  |                                |  |
|                                         |                                          | 10. John St. John, II visconte St John    | 21. Angelica Magdalena Pelissary         |  |  |       |  |  |                              |  |  |                                |  |
| 5. Elizabeth Louisa St. John            |                                          | 10. John St. John, II visconte St John    |                                          |  |  |       |  |  |                              |  |  |                                |  |
|                                         |                                          | 11. Anne Furnese                          | 22. Robert Furnese, II baronetto         |  |  |       |  |  |                              |  |  |                                |  |
|                                         |                                          | 11. Anne Furnese                          | 22. Robert Furnese, II baronetto         |  |  |       |  |  |                              |  |  |                                |  |
|                                         |                                          | 11. Anne Furnese                          | 23. Anne Balam                           |  |  |       |  |  |                              |  |  |                                |  |
| 1. William Bagot, III barone Bagot      |                                          | 11. Anne Furnese                          |                                          |  |  |       |  |  |                              |  |  |                                |  |
|                                         | 12. William Legge, II conte di Dartmouth | 24. George Legge, visconte Lewisham       |                                          |  |  |       |  |  |                              |  |  |                                |  |
|                                         | 12. William Legge, II conte di Dartmouth | 24. George Legge, visconte Lewisham       |                                          |  |  |       |  |  |                              |  |  |                                |  |
|                                         | 12. William Legge, II conte di Dartmouth | 25. Elizabeth Kaye                        |                                          |  |  |       |  |  |                              |  |  |                                |  |
| 6. George Legge, III conte di Dartmouth | 12. William Legge, II conte di Dartmouth |                                           |                                          |  |  |       |  |  |                              |  |  |                                |  |
|                                         |                                          | 13. Frances Catherine Nicoll              | 26. Charles Gounter Nicoll               |  |  |       |  |  |                              |  |  |                                |  |
|                                         |                                          | 13. Frances Catherine Nicoll              | 26. Charles Gounter Nicoll               |  |  |       |  |  |                              |  |  |                                |  |
|                                         |                                          | 13. Frances Catherine Nicoll              | 27. Elizabeth Blundell                   |  |  |       |  |  |                              |  |  |                                |  |
| 3. Louisa Legge                         |                                          | 13. Frances Catherine Nicoll              |                                          |  |  |       |  |  |                              |  |  |                                |  |
|                                         |                                          | 14. Heneage Finch, III conte di Aylesford | 28. Heneage Finch, II conte di Aylesford |  |  |       |  |  |                              |  |  |                                |  |
|                                         |                                          | 14. Heneage Finch, III conte di Aylesford | 28. Heneage Finch, II conte di Aylesford |  |  |       |  |  |                              |  |  |                                |  |
|                                         |                                          | 14. Heneage Finch, III conte di Aylesford | 29. Mary Fisher                          |  |  |       |  |  |                              |  |  |                                |  |
| 7. Frances Finch                        |                                          | 14. Heneage Finch, III conte di Aylesford |                                          |  |  |       |  |  |                              |  |  |                                |  |
|                                         |                                          | 15. Charlotte Seymour                     | 30. Charles Seymour, VI duca di Somerset |  |  |       |  |  |                              |  |  |                                |  |
|                                         |                                          | 15. Charlotte Seymour                     | 30. Charles Seymour, VI duca di Somerset |  |  |       |  |  |                              |  |  |                                |  |
|                                         |                                          | 15. Charlotte Seymour                     | 31. Charlotte Finch                      |  |  |       |  |  |                              |  |  |                                |  |
|                                         |                                          | 15. Charlotte Seymour                     |                                          |  |  |       |  |  |                              |  |  |                                |  |